# 1. Klaviertrio (Mendelssohn)
Das 1. Klaviertrio d-Moll op. 49 (MWV Q 29) ist ein Kammermusikwerk für Klavier, Violine und Cello von Felix Mendelssohn Bartholdy. Es wurde 1839 komponiert und zählt zu den bekanntesten Klaviertrios der Romantik.

## Entstehung
Erste Pläne für ein Klaviertrio – eine zu der Zeit vergleichsweise unpopuläre Kammermusikgattung – entstanden bereits 1831. Aus dem Jahr 1833 sind Skizzen zu einem Klaviertrio in d-moll überliefert, jedoch ist unklar, ob diese tatsächlich dem späteren op. 49 zuzuordnen sind. Die erste Fassung des Werkes stellte Mendelssohn im Sommer 1839 fertig. Sein Freund Ferdinand Hiller zeigte sich deutlich beeindruckt, bemängelte aber die Antiquiertheit der Begleitfiguren, insbesondere der Klavier-Arpeggien im ersten Satz. Insbesondere auf dessen Anregung überarbeitete Mendelssohn das Werk im Herbst des gleichen Jahres grundlegend, und auch später nahm er noch mehrfach Veränderungen vor. Der deutsche Erstdruck wurde am 9. April 1840 bei Breitkopf & Härtel veröffentlicht; die Uraufführung fand bereits am 1. Februar im Gewandhaus in Leipzig statt.
Nach der Uraufführung bemühte sich Mendelssohn, das Werk auch im Ausland publizieren zu lassen. Vor allem in Frankreich stieß er zunächst auf Schwierigkeiten; schließlich einigte er sich mit dem Londoner Verleger Edward Buxton, für den er eine Version für Klavier, Cello und die in England beliebtere Querflöte anfertigte. Die Änderungswünsche, die Mendelssohn auch nach dem deutschen Erstdruck noch einbrachte, konnten beim Druckprozess im Ausland kaum berücksichtigt werden, sodass von op. 49 eine Vielzahl verschiedener Fassungen, sowohl aus der Früh- als auch Spätphase, existieren.

## Aufbau
- 1. Satz: Molto Allegro agitato, d-moll, 3/4-Takt
- 2. Satz: Andante con moto tranquillo, B-Dur, 4/4-Takt
- 3. Satz: Scherzo. Leggero e vivace, D-Dur, 6/8-Takt
- 4. Satz: Finale. Allegro assai appassionato, d-moll, 4/4-Takt

### 1. Satz
Dem ersten Satz liegt eine Sonatenhauptsatzform zugrunde. Das erste Thema in d-moll entwickelt sich aus dem Quartsprung A-d und umfasst ganze 39 Takte (obenstehend die ersten 8 Takte im Cello). Dem steht ein zweites, weicheres Thema in A-Dur gegenüber. Die Instrumentierung ist bei beiden Themen ähnlich: Das Cello führt die erste Phrase vor und wird von der Violine abgelöst, die das Thema zusammen mit dem Klavier beschließt. In der Reprise wird das Hauptthema durch eine absteigende Gegenstimme in der Violine ergänzt.

### 2. Satz
Der langsame zweite Satz entspricht einer dreiteiligen Liedform (ABA) und erinnert mit seiner klaren, sanglichen Melodie an den Stil der Lieder ohne Worte. Die ersten 8 Takte werden vom Klavier solo vorgetragen und von Violine und Cello im Duett wiederholt; die Melodie wechselt im weiteren Verlauf zwischen diesen beiden Stimmgruppen. Ein Mittelteil in b-moll erzeugt nicht nur einen harmonischen, sondern durch Achteltriolen und punktierte Achtel auch einen rhythmischen Gegenpol. Die verkürzte Wiederholung des Hauptteils unterlegt die Melodie – nun von der Violine vorgetragen – mit Dreiklangsbrechungen im Klavier.

### 3. Satz
Obwohl mit Scherzo überschrieben, ähnelt der dritte Satz eher einer Rondoform mit dem Schema ABACABCA, wobei auch eine Bezeichnung als Sonatensatzform möglich ist, bei der die Formteile A und B dem Hauptthema und Seitenthema entsprechen. Den wesentlichen rhythmischen Impuls setzt das obenstehende Anfangsmotiv, das dem Satz einen leichten, spielerischen Charakter verschafft. Hinzu kommen Skalenausschnitte und häufige forte-piano-Wechsel.

### 4. Satz
Das Finale ist von einem ähnlichen rhythmischen Motiv wie der dritte Satz durchzogen (Viertel-Achtel-Achtel). Dem Anfangsthema in d-moll folgt ein rhythmisch identisches Seitenthema in F-Dur, das aber schnell zugunsten das Anfangsthemas untergeht. Ein drittes, kontrastierendes Thema in B-Dur greift den Lied ohne Worte-Charakter des Andante auf. Der Satz besitzt die gleiche Rondo-Struktur wie das Scherzo, wobei das Anfangsthema gegen Ende in D-Dur erklingt und in eine furiose Coda im fortissimo mündet.

## Rezeption
Das Klaviertrio wurde von den Zeitgenossen sehr positiv aufgenommen. Gottfried Wilhelm Fink hob in der Allgemeinen musikalischen Zeitung den „Enthusiasmus“ hervor, der von dem Stück ausgehe. In einer Rezension in der Neuen Zeitschrift für Musik nannte Robert Schumann es das „Meistertrio der Gegenwart“ und nahm es zum Anlass, Mendelssohn als den „Mozart des 19. Jahrhunderts“ zu bezeichnen, „der die Widersprüche der Zeit am klarsten durchschaut, und zuerst versöhnt.“
Ein Vergleich mit anderen, ebenfalls in d-moll komponierten romantischen Klaviertrios von Robert Schumann, Fanny Hensel und Franz Berwald zeigt einige stilistische Ähnlichkeiten und legt die Vermutung nahe, dass Mendelssohns Werk gewissermaßen als „Prototyp eines romantischen Klaviertrios“ angesehen wurde.